# Zespół Szkół Centrum Kształcenia Praktycznego im.Ignacego Garbolewskiego w Sochaczewie

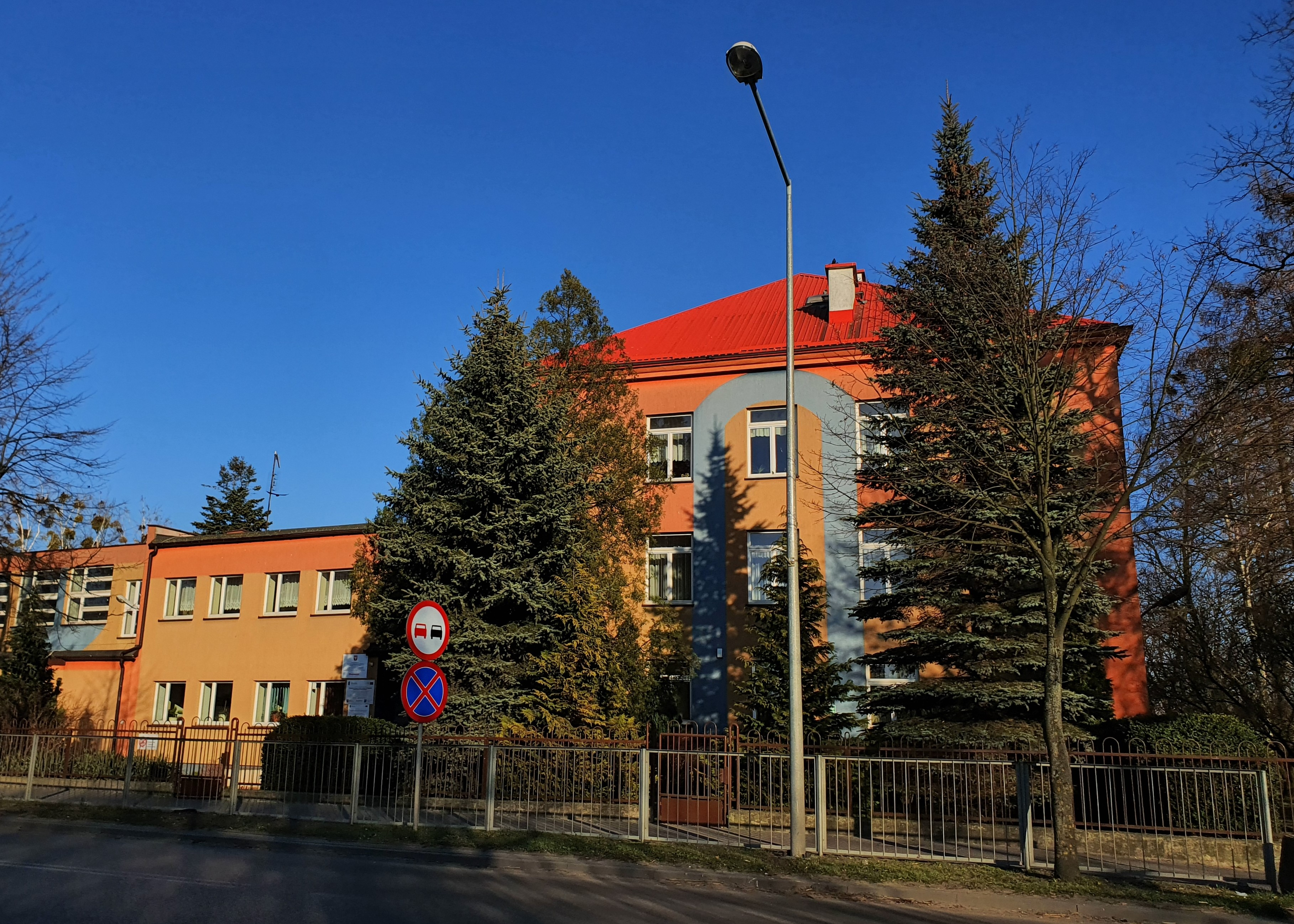
Budynek ZSCKP ul. Marszałka Józefa Piłsudskiego

Zespół Szkół Centrum Kształcenia Praktycznego im. Ignacego Garbolewskiego w Sochaczewie – publiczna szkoła średnia działająca w Sochaczewie, będąca jedną z najstarszych, założona w 1926 roku. Obecnie działa pod nazwą "Zespół Szkół Centrum Kształcenia Praktycznego im. Ignacego Włodzimierza Garbolewskiego", potocznie nazywana Osiemdziesiątką.

## Historia szkoły
Zespół Szkół Centrum Kształcenia Praktycznego, w skład którego wchodzą Technikum, Liceum Ogólnokształcące, Zasadnicza Szkoła Zawodowa, Technikum Uzupełniające i Centrum Kształcenia Praktycznego, w swojej obecnej strukturze oraz nazwie powstał w 2001 roku.
Początki szkoły sięgają jednak międzywojnia. Zaczęło się od kursu dla pracujących, zorganizowanego w 1924 roku przez Antoniego Kosińskiego. Wkrótce kurs przekształcił się w Publiczną Szkołę Dokształcającą Zawodową, za to po wojnie w Publiczną Średnią Szkołę Zawodową, w której wspomniany Antoni Kosiński pozostawał dyrektorem nieprzerwanie do 1952 roku. Określenie Osiemdziesiątka, funkcjonujące do dziś, wiązać należy z rokiem 1955, kiedy szkoła otrzymała jednolitą strukturę Zasadniczej Szkoły Zawodowej i została zapisana w rejestrze szkół pod numerem 80.
28 marca 2017 roku przez Radę Powiatu w Sochaczewie została podjęta decyzja o nadaniu patrona ZSCKP. Został nim Ignacy Włodzimierz Garbolewski, pierwszy starosta sochaczewski w Odrodzonej Polsce. Wspierał polską inicjatywę gospodarczą i dobre wykształcenie młodzieży, dlatego też ofiarował on ziemię pod budowę szkoły.  Rok 2016/2017 był dla Osiemdziesiątki wyjątkowy, ponieważ obchodziła jubileusz 90.lecia szkoły.

## Dyrektorzy
- Antoni Kosiński 1924–1952[5]
- Marian Ogrodzki 1952 (IX-X)[5]
- Antoni Kowerczuk 1952–1953[5]
- Władysław Szymański 1954 (IV–VIII)[5]
- Karol Hajto 1954–1955 (III)[5]
- Michał Bardan 1955–1972[5]
- Stanisław Danielewicz 1972–182[5]
- Mieczysław Kontek 1982–1989[5]
- Stanisław Kwiatkowski 1989–2001[5]
- Michał Jędrzejewski 2001–2006[5]
- Jolanta Kulpa-Szczepaniak 2006–2008[5]
- Julia Jakubowska 2008- (obecnie)[5]

## Profile klas
| Liceum                         | Technikum                   | Szkoła Branżowa I stopnia       | Branżowa szkoła II stopnia     |
| ------------------------------ | --------------------------- | ------------------------------- | ------------------------------ |
| Klasa sportowo-rehabilitacyjna | Technik budownictwa         | Klasa wielozawodowa             | Technik mechanik               |
| Klasa turystyczno-ratownicza   | Technik elektryk            | Mechanik pojazdów samochodowych | Technik pojazdów samochodowych |
|                                | Technik urządzeń dźwigowych |                                 | Technik usług fryzjerskich     |
|                                | Technik informatyk          |                                 |                                |
|                                | Technik logistyk            |                                 |                                |
|                                | Technik mechanik            |                                 |                                |